# Rjev
Rjev (ru. Ржев) este un oraș din regiunea Tver, Federația Rusă, cu o populație de 63.729 locuitori.

## Vezi și
- Bătăliile de la Rjev